# Emelia Burns
Emelia Jane Burns (* 18. Februar 1982 in Brisbane) ist eine australische Schauspielerin.

## Leben
Nach einer Ausbildung in verschiedenen Einrichtungen in Queensland besitzt Emelia Burns ein Advanced Diploma in Film, Fernsehen und Theaterspiel. Sie drehte zahlreiche Werbespots, Schulungsvideos und Kurzfilme und sang in verschiedenen Bands in ganz Queensland. Zunächst erhielt sie kleinere Rollen in verschiedenen Fernsehserien. 2006 bekam sie eine Nebenrolle in dem amerikanischen Spielfilm Die Todeskandidaten. Im selben Jahr übernahm sie eine Gastrolle in der Fernsehserie Sea Patrol und wurde in der Folgezeit bekannt durch ihre Rolle als Diva in zwei Staffeln der Jugendserie Elephant Princess.
Emelia wohnt in Melbourne.

## Filmografie (Auswahl)
- 2006: H2O – Plötzlich Meerjungfrau (H2O: Just Add Water, Fernsehserie, Folge 1x17 Das Virus)
- 2007: Die Todeskandidaten (The Condemned)
- 2007: The Starter Wife – Alles auf Anfang (The Starter Wife, Fernsehserie, Folge 1x01 Hour 1)
- 2008: Sea Patrol (Fernsehserie, Folge 2x10 Captain Kate)
- 2008–2011: Elephant Princess (The Elephant Princess, Fernsehserie, 50 Folgen)
- 2010: Don’t Be Afraid of the Dark
- 2011: Terra Nova (Fernsehserie, sieben Folgen)
- 2016: The Shannara Chronicles (Fernsehserie, 10 Folgen)
- 2018: Ash vs Evil Dead (Fernsehserie, vier Folgen)